# Gaston Eyskens
Gaston Eyskens, född 1 april 1905, död 3 januari 1988, belgisk nationalekonom, kristdemokratisk politiker samt regeringschef (vilket innebär premiärminister) i Belgien under perioderna 1949-1950, 1958-1961 och 1968-1973.
Hans son, Mark Eyskens, var Belgiens premiärminister under perioden 6 april 1981 till 17 december 1981.